# Vallfogona de Riucorb
Vallfogona de Riucorb és un municipi de la comarca de la Conca de Barberà, situat prop del riu Corb i al límit amb la comarca d'Urgell. Anteriorment anomenat «Vallfogona de Lorda» o «de Corbell» o «de Comalats», el qual fou històricament seu d'una senyoria, sotscomanda templera i comanda templera i hospitalera, anomenada Comanda de Vallfogona.
És un poble que encara conserva el seu caràcter medieval, fou repoblada pels senyors, molt més tard comtes, de Santa Coloma de Queralt, del llinatge dels Queralt. El primer senyor conegut fou Gombau d'Oluja, casat amb Ermessenda, nebot per via materna del senyor de Santa Coloma, els quals van fer diverses donacions a l'Orde del Temple, i acabaren com a donats, en no tenir descendència. Es conserven ruïnes del castell del temps dels templers de 1190. Més tard, el 1312 va passar als hospitalers, dels quals també hi ha restes destacables. Hi ha restes d'un antic priorat benedictí de Sant Pere dels Bigats del segle xiii, i hi hagué un museu d'art, el Museu Pinet. A l'antiga altra banda del terme, davant el puig de la vila, enmig de les tres arestes de muntanyes anomenades popularment Solans, hi ha restes de tres colomars fets en pedra seca, així com n'hi hagué un al castell, els quals depenien del senyor feudal o del comanador templer i hospitaler fins a l'extinció de les senyories del s. XIX, estudiat per Francesc Carreras Candi de documentació de l'Arxiu de la Corona d'Aragó. Arriba la documentació hospitalera a l'ACA fins al 1855.
L'església de Santa Maria de Vallfogona de Riucorb és una església gòtica amb elements romànics de Santa Maria, on va treballar l'escultor Jordi de Déu pel Retaule de la Concepció. Es conserven les creus caminals de Sant Jordi i de Santa Maria, gòtiques, la primera de les quals ja restaurada a la dècada de 1990, va ser traslladada de la partida de Vadi Caeli a un costat del carrer dels Templers, obert c. 1980, i la segona, a la plaça de l'Església. Cal destacar el rellotge del campanar de l'església, que data del segle xvi i és un dels més antics de l'Estat espanyol. Fou arreglat el 1987, després de gairebé 100 anys d'estar abandonat.

Un dels personatges més famosos de la població va ser Francesc Vicent Garcia i Ferrandis, conegut erròniament per Francesc Vicent Garcia i Torres, el rector de Vallfogona, ordenat sacerdot a Vic l'any 1605, autor poètic d'estil humorístic, mitològic i seriós, tenia relació amb poetes de l'època com Lope de Vega i amb el bandoler Rocaguinarda, al qual li va dedicar un sonet El millor pillard del cristianisme. Les rajoles que anuncien els noms dels carrers porten frases literàries i commemoratives seves.

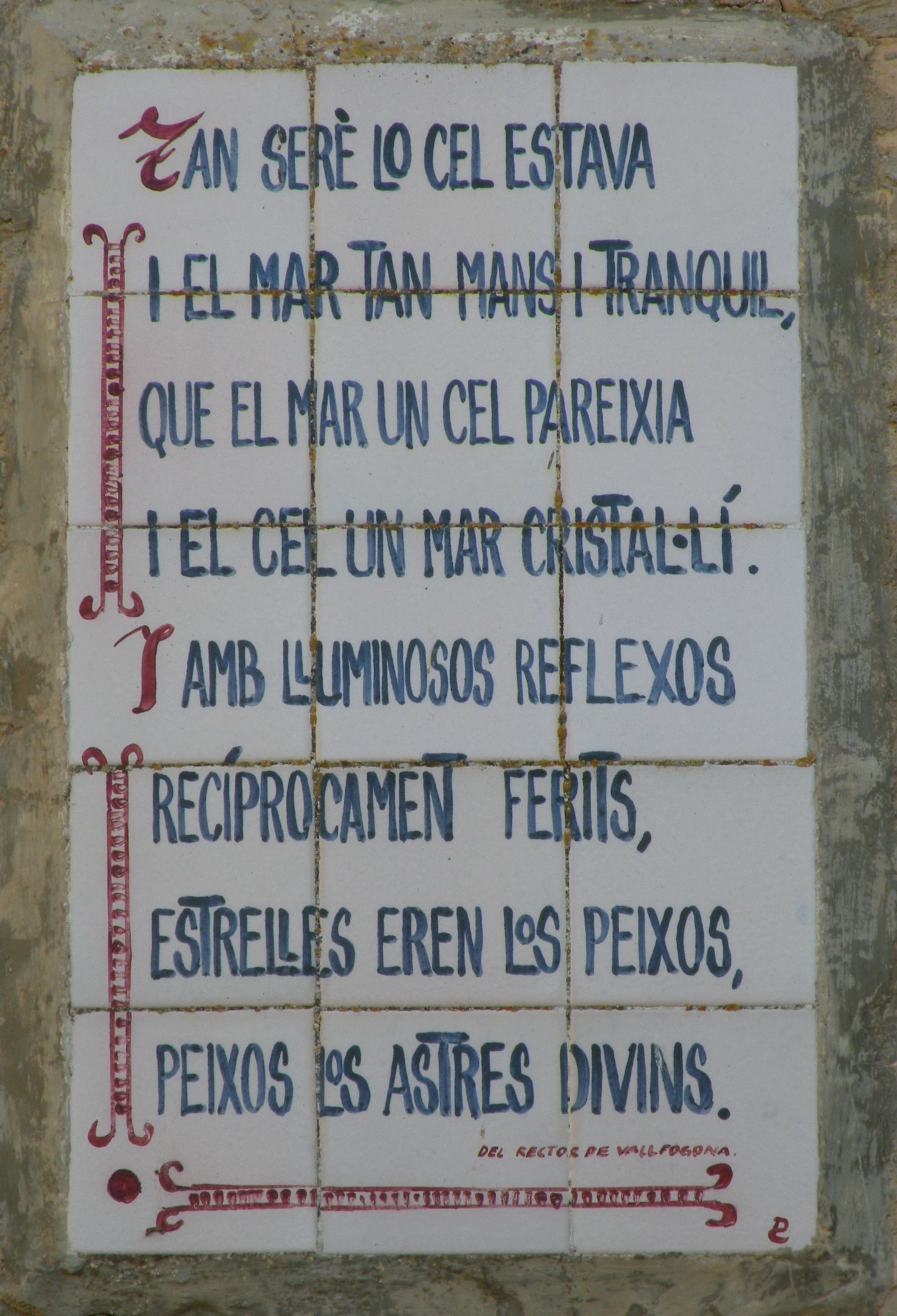
Poesia del rector de Vallfogona. Rajoles pintades d'un carrer de Vallfogona de Riucorb.

De l'esplendor passada de Vallfogona i del seu culte és un indici el fet que, a més del seu rector, dels segles XV al XVII hi havia a l'església uns altres quatre sacerdots beneficiats. Cal destacar altres personatges il·lustres del poble com, Mn. Ramon Corbella i Llobet, militar carlista i després canonge de Vic.

## Geografia
- Llista de topònims de Vallfogona de Riucorb (Orografia: muntanyes, serres, collades, indrets..; hidrografia: rius, fonts...; edificis: cases, masies, esglésies, etc).

## Situació i presentació
És situat als confins amb la Segarra, comarca a la qual anteriorment i històricament sempre havia pertangut, i l'Urgell. Com a terme fronterer, les divisions administratives l'han afectat variablement ja que pertany a la província de Tarragona, al partit judicial de Valls, però havia estat del de Cervera i del de Montblanc; fins al 1957 va ser del bisbat de Vic i després va passar a l'arxidiòcesi de Tarragona. Els anys 80 del s. XX va passar a formar part de la comarca de la Conca de Barberà per fer coincidir les comarques amb els límits provincials de Tarragona i la de la Segarra amb la província de Lleida.
Vallfogona limita al nord amb Montoliu de Segarra, al nord-est amb Llorac, a l'est amb Savallà del Comtat, al sud amb Conesa i Passanant i a l'oest amb Guimerà. La demarcació de Vallfogona, anomenada en diverses èpoques Vallfogona de Comalats, de Lorda o de Corbell, s'estén per la vall mitjana del Riu Corb. És considerat com a part integrant de Comalats o sector meridional dels altiplans de la Segarra, delimitats al nord per la riba de Cervera i al sud per la de Forès. La vall del Riu Corb té una altitud mitjana de 570 m al centre, però les serres de tots dos costats ultrapassen els 700 m, si bé les de migdia del riu són més elevades (cap de Cans, 757 m). Per aquest costat penetren al terme els torrents o rieres de Forès i de Saladern, que conflueixen al Riu Corb a ponent del terme.
El terme comprèn el poble de Vallfogona de Riucorb, que n'és el cap, i l'entorn urbanitzat del Balneari de Vallfogona. S'hi accedeix per una carretera local que arrenca, a l'alçada de Santa Coloma de Queralt, de la comarcal C-241 de Montblanc a Manresa i passa per Llorac, Vallfogona, i continua cap a Guimerà (segueix més o menys paral·lela al riu Corb) i, finalment, s'uneix a la C-14 de Salou a Artesa de Segre. Prop de l'Albió, aquesta carretera local enllaça amb una altra que procedeix de la N-II a l'alçada de Cervera i es dirigeix cap al sud vers Conesa i Rocafort de Queralt, on empalma també amb la C-241, travessant el riu Corb per l'anomenat pont de l'Albió, el qual va ser reconstruït després de la guerra civil de 1936-39 i de nou fa pocs anys, amb un 7 arcs: 3 més un de central de ferro més gran i 3 més de més petits.

## Etimologia
El nom de Vallfogona ve del llatí valle faecŭnda, 'vall fèrtil'. Al seu torn, Riucorb és la grafia aglutinada de riu Corb, amb el significat primitiu de 'corbat, sinuós' (del llatí cŭrvu). Antigament, el poble també s'anomenava Vallfogona de Corbell, que ve del llatí cŭrvĭcŭlum, diminutiu de cŭrvum, 'corbat'.
També s'ha documentat la vila amb el nom de Vallfogona de Comalats, forma masculina analògica de comalada (coma o seguit de petites muntanyes), del llatí tardà cŭmba lata, 'coma elevada'.

## Demografia
| 1497 f | 1515 f | 1553 f | 1717 | 1787 | 1857 | 1877 | 1887 | 1900 | 1910 |
| ------ | ------ | ------ | ---- | ---- | ---- | ---- | ---- | ---- | ---- |
| 30     | 33     | 45     | 109  | 169  | 557  | 499  | 485  | 467  | 488  |

| 1920 | 1930 | 1940 | 1950 | 1960 | 1970 | 1981 | 1990 | 1992 | 1994 |
| ---- | ---- | ---- | ---- | ---- | ---- | ---- | ---- | ---- | ---- |
| 496  | 538  | 430  | 372  | 272  | 180  | 128  | 116  | 108  | 108  |

| 1996 | 1998 | 2000 | 2002 | 2004 | 2006 | 2008 | 2010 | 2012 | 2014 |
| ---- | ---- | ---- | ---- | ---- | ---- | ---- | ---- | ---- | ---- |
| 130  | 132  | 164  | 164  | 164  | 159  | 129  | 114  | 119  | 99   |

| 2016 | 2018 | 2020 | 2022 | 2024 | 2026 | 2028 | 2030 | 2032 | 2034 |
| ---- | ---- | ---- | ---- | ---- | ---- | ---- | ---- | ---- | ---- |
| 94   | 85   | 77   | 89   | 97   | -    | -    | -    | -    | -    |

## Economia
Els seus boscos són de pi i roure. La seva economia es complementa amb les aigües mineromedicinals que posseeix, explotades en un balneari. Els conreus predominants són els cereals, els llegums i el farratge. També hi ha sectors d'oliveres, vinya i una mica d'horta a les vores del riu Corb. Per al regadiu s'aprofita també l'aigua del torrent de Forès a través d'una petita séquia. Les activitats ramaderes se centren sobretot en el bestiar porcí i l'aviram, i n'ha desaparegut el caprí.

## Cultura

### Festes i Costums
Vallfogona celebra les següents festes al llarg de l'any:
- primer diumenge de maig - Festa en record de rogativa de pluja al castell-santuari del Tallat i missa a Rocallaura dels antics nuclis de la Comanda de Vallfogona.
- 10 de juliol - Sant Cristòfor.
- 15 d'agost - Festa en honor de Nostra Senyora de l'Assumpció de Maria, convertida modernament en festa major.
- 4 de desembre - Festa major tradicional, dedicada a Santa Bàrbara.

## Curiositats
El 9 de setembre de 2016 a Vallfogona de Riucorb es va inaugurar un carrer dedicat a Johan Cruyff, primera població catalana que li ha retut un homenatge d'aquest tipus. Es va triar la data de la inauguració, el dia 9 de setembre, en referència al dorsal que Cruyff va portar durant les primeres temporades al FC Barcelona.

## Llocs d'interès
- L'església de Santa Maria de Vallfogona de Riucorb té elements romànics i gòtics i és protegida com a Bé Cultural d'Interès Local.
- Tombes dels preveres (1623): a la façana d'entrada actual de l'església de Vallfogona.
- El rellotge del campanar de l'església data del segle xvi i és un dels més antics de l'Estat espanyol. Fou arreglat el 1987, després de gairebé 100 anys d'estar aturat, pel ferrer i manyà Josep Bergadà i pel clavador Enric Viura.
- Poemes arreu del poble: en rajoles, dibuixades i pintades a mà per ancians d'una residència de Santa Coloma de Queralt, hi ha frases enginyoses i poemes del Rector de Vallfogona barroc.
- Balneari de Vallfogona, inclòs a l'Inventari del Patrimoni Arquitectònic de Catalunya, d'estil neoclàssic.
- Capella de la Verge de la Font de la Salut, del Balneari de Vallfogona de Riucorb. El projecte de l'edifici fou dissenyat per l'arquitecte Josep Soteras Mauri (Barcelona, 1907-1989), va ser aprovat el 1952 i realitzat el 1954) .

## Turisme
Allotjaments i restauració:
- Places d'hotels: 296[6]
- Hi hagué Ca la Sila, com a casa de turisme rural, amb 10 places.

## Altres indrets del terme
A l'est del terme i del poble de Vallfogona es troba el nucli del Balneari de Vallfogona, que va créixer vora l'establiment termal construït a inici segle xx, el qual s'estén en part pel terme veí de Llorac. D'altra banda, a la part alta del terme, al lloc conegut com el pla de Sant Pere, prop del Cap de Cans, hi ha les restes de l'antiga capella de Sant Pere dels Bigats. Existia al segle xiii i el 1346 fou reedificada per un rector de Vallfogona. El poble hi anava en processó l'1 de maig. Ara en queden poques ruïnes.
El municipi no va tenir masies separades en temps passats, fora de dues famílies que habitaven a Carbonells el 1626. Carbonells formava una quadra o terme autònom dins del terme actual de Vallfogona, de la qual només se'n coneix l'emplaçament.